# Naineris aurantiaca
Naineris aurantiaca är en ringmaskart som först beskrevs av Müller in Grube 1858.  Naineris aurantiaca ingår i släktet Naineris och familjen Orbiniidae. Inga underarter finns listade i Catalogue of Life.